# Esplanade Mountain
Esplanade Mountain är ett berg i Kanada.   Det ligger i provinsen Alberta, i den centrala delen av landet, 3 100 km väster om huvudstaden Ottawa. Toppen på Esplanade Mountain är 2 249 meter över havet.
Terrängen runt Esplanade Mountain är bergig söderut, men norrut är den kuperad. Trakten runt Esplanade Mountain är nära nog obefolkad, med mindre än två invånare per kvadratkilometer.. 
Trakten runt Esplanade Mountain består i huvudsak av gräsmarker.